# Schoraas
Het schoraas (Ephoron virgo) is een haft uit de familie Polymitarcyidae. De wetenschappelijke naam van de soort is voor het eerst geldig gepubliceerd in 1791 door Olivier.
De soort komt voor in het Palearctisch gebied.
Larven van deze soort hebben lange, sabelachtige voorkaken met naar binnen gerichte punten. De voor- en achterpoten worden gebruikt om U-vormige gangen te graven in de grond naast langzaam stromend of stilstaand water.
1. ↑  Het Leven Der Dieren, Deel II, Insecten. Het Spectrum (1969), p. 84. ISBN 90-274-8621-2.